# 中新站
中新站为广州地铁21号线的一个车站，位于中國廣東省广州市增城区324国道（风光路）新中大道路口东侧。车站于2018年12月28日随21號線首通段通车而启用。

## 车站結構

### 車站樓層
中新站为地下二层局部三层越行车站，全长342.5m，标准段宽29.7m。地面為324国道、新中大道，广东农工商职业技术学院北校区及其他建筑。地下一層為站廳，地下二層為21號線月台。
| 地下一层 | 站廳                       | 站廳、售票機、客服中心、安檢設施   |  |  |
| 地下二层 |                            | █21号线 越行路轨（暂未使用）       |  |  |
| 地下二层 | 2 站台                     | █21号线 天河公园方向（下站：镇龙） |  |  |
|          | 岛式站台（卫生间、母婴室） |                                    |  |  |
|          | 1 站台                     | █21号线 增城广场方向（下站：坑贝） |  |  |
|          |                            | █21号线 越行路轨（暂未使用）       |  |  |

### 站厅

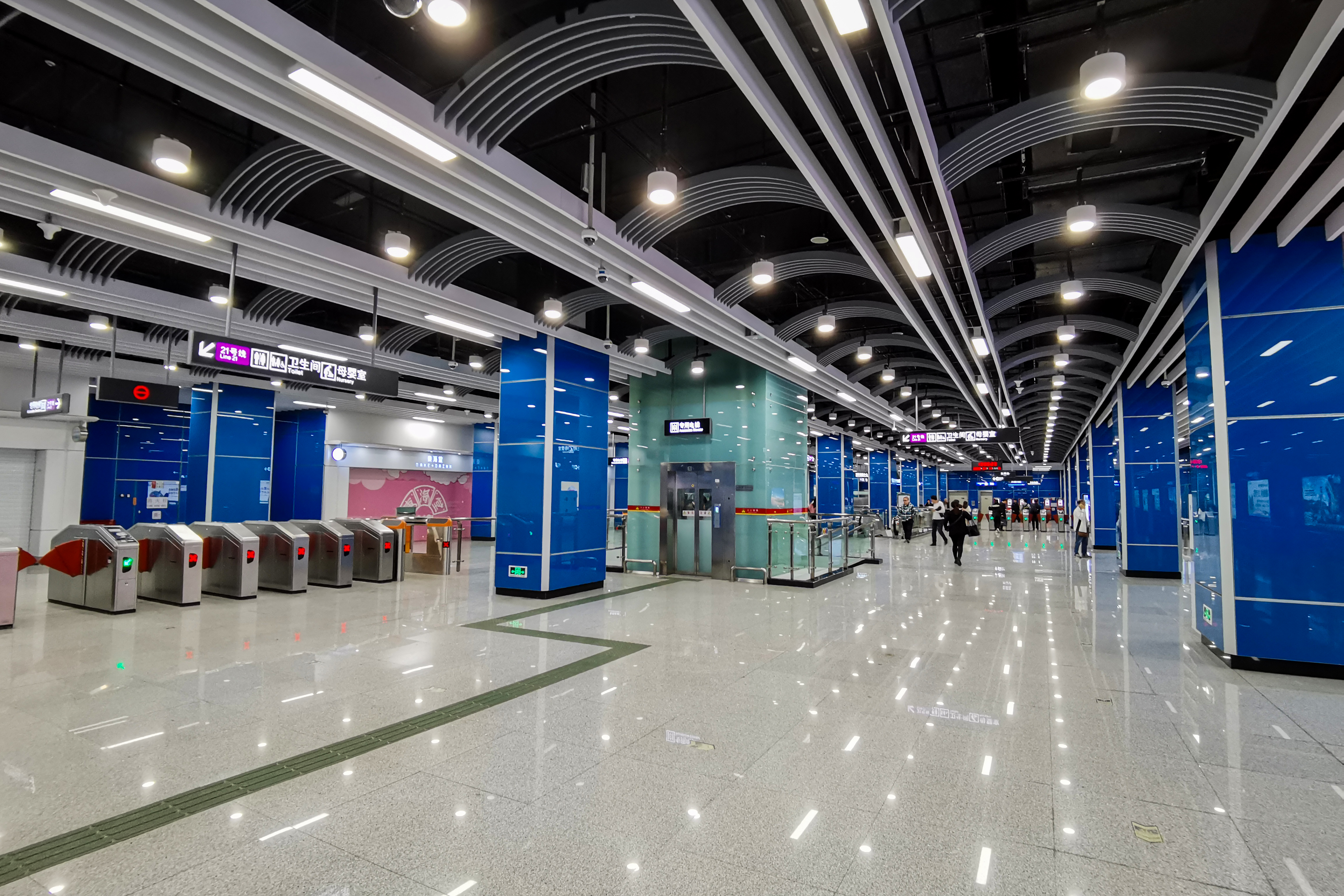
站厅

中新站站厅設有售票機、自动售卡/充值机、客務中心；同时设有自动售卖机以及面包糕饼店。
为方便行人进出，目前站厅中间偏南侧被划分为收费区，收费区内设有三条扶手电梯、两条楼梯和一台专用电梯供乘客前往月台层。

### 月台
本站设有一个岛式月台，位于324国道地底。本站的卫生间和母婴室位于站台层东端。
本站為21號線的快慢車越行站，因此設有四條路軌，內側兩條路軌供慢車停靠供乘客上下車使用；外側兩條路軌則專供快車使用，在本站越過慢車，沒有設置任何上下車設施。同時內側和外側路軌之間以牆壁分隔，屆時乘客在月台上並不會看見快車越過本站的情景（除月台兩端外）。但由于21號線剩餘段開通至今，列車班次尚未加密，因此快車现时均會經內側車站月台的路軌越行過站。

2号站台全景图

### 出入口
中新站目前设有3个出入口供乘客进出车站，均位于118省道东侧。此外，D口旁的B口已建成但未开放，118省道西侧的E1、E2口即将动工。
|                                           |                                                       |      |          |                                    |
| 編號                                      | 设施                                                  | 图片 | 出口指示 | 建議前往的目的地                   |
| A                                         | 盲道标志 · 扶手电梯标志                               |      | 风光路   | 中新地铁站公交车站（东行）         |
| C                                         | 扶手电梯标志                                          |      | 风光路   | 学园街、中新地铁站公交车站（西行） |
| D                                         | 盲道标志 · 升降机标志 · 无障碍通道标志 · 扶手电梯标志 |      | 风光路   |                                    |
| 註： 設有 \| 設有 \| 設有 \| 設有扶手電梯 |                                                       |      |          |                                    |

## 接驳交通
| 公交（中新地铁站） \| 编号 \| 编号 \| 线路 \| 线路 \| 线路 \| 收费 \| 备注 \| \| ---- \| ------- \| ---------------------- \| ---------------------- \| ---------------------- \| ---------------------- \| ---------------------- \| \| \| 增城11 \| 二汽车站 \| ⇆ \| 五福路 \| 4元 \| \| \| \| 增城11A \| 金地上城 \| ⇆ \| 官塘村总站 \| 4元 \| \| \| \| 增城35 \| 214站 \| ⇆ \| 中新车站 \| 2–3元 \| \| \| \| 增城35A \| 香山湖 \| ⇆ \| 中新车站 \| 2元 \| \| \| \| 增城36 \| 五福路 \| ⇆ \| 新塘站公交总站 \| 3元 \| \| \| \| 增城51 \| 中新车站 \| ⇆ \| 元汾村 \| 3元 \| \| \| \| 增城54 \| 中新车站 \| ⇆ \| 简塘村 \| 2元 \| \| \| \| 增城54A \| 已于2023年12月23日停办 \| 已于2023年12月23日停办 \| 已于2023年12月23日停办 \| 已于2023年12月23日停办 \| 已于2023年12月23日停办 \| \| \| 增夜4 \| 中新车站 \| ⇆ \| 新塘站公交总站 \| 3元 \| 增城35路的夜班公交形式 \| |         |                        |                        |                        |                        |                        |
| 编号 | 编号    | 线路                   | 线路                   | 线路                   | 收费                   | 备注                   |
| | 增城11  | 二汽车站               | ⇆                      | 五福路                 | 4元                    |                        |
| | 增城11A | 金地上城               | ⇆                      | 官塘村总站             | 4元                    |                        |
| | 增城35  | 214站                  | ⇆                      | 中新车站               | 2–3元                  |                        |
| | 增城35A | 香山湖                 | ⇆                      | 中新车站               | 2元                    |                        |
| | 增城36  | 五福路                 | ⇆                      | 新塘站公交总站         | 3元                    |                        |
| | 增城51  | 中新车站               | ⇆                      | 元汾村                 | 3元                    |                        |
| | 增城54  | 中新车站               | ⇆                      | 简塘村                 | 2元                    |                        |
| | 增城54A | 已于2023年12月23日停办 | 已于2023年12月23日停办 | 已于2023年12月23日停办 | 已于2023年12月23日停办 | 已于2023年12月23日停办 |
| | 增夜4   | 中新车站               | ⇆                      | 新塘站公交总站         | 3元                    | 增城35路的夜班公交形式 |

## 历史
2010年底21號線首次出現在地鐵規劃中，當時已設有中新站，但位置在現時位置以東。後來在2012年9月7日的環評公示修改稿中，車站位置西移至現時位置，配合增設中新東站（現坑貝站）。
车站于2016年8月10日封顶，2018年10月30日移交运营部门调试，12月28日12时28分随21號線首通段通车而正式启用。